# مايك نيفيل (مقدم تلفزيوني)
مايك نيفيل (بالإنجليزية: Mike Neville)‏ هو مقدم تلفزيوني بريطاني، ولد في 17 أكتوبر 1936 في Willington Quay ‏ في المملكة المتحدة، وتوفي في 6 سبتمبر 2017 في غيتسهيد في المملكة المتحدة بسبب سرطان البنكرياس.

## وصلات خارجية
- مايك نيفيل على موقع IMDb (الإنجليزية)
- مايك نيفيل على موقع ديسكوغز (الإنجليزية)